# Enéas Castor Ferreira
Enéas Castor Ferreira (, ca. 1893 – , 1983) foi um comerciante e político brasileiro. Apesar ter sido vereador de Fundão durante apenas seis meses em 1936, deteve grande influência no município por cerca de quarenta anos. É considerado o último representante do coronelismo no Espírito Santo.
Desde meados da década de 1930 a da década de 1970, todos os prefeitos de Fundão, empossados através do voto direto ou não, foram impostos pelo coronel Ferreira, que era filiado à ARENA. Nesse período, foram prefeitos seu genro Jasson Rodrigues Sarmento (duas vezes) e seu filho Jeovah Miranda Ferreira. A escalada do coronel só foi interrompida em 1973, com a eleição do então emedebista Sebastião Carreta (1934–).
Enéas Ferreira tinha laços com o ministro da Justiça Eurico Sales e os  então governadores do Espírito Santo Jones dos Santos Neves e Carlos Lindenberg, este, padrinho de uma filha do coronel, que era pai de oito filhos. A proximidade com o governo do estado garantiu que Ferreira pudesse nomear diretores de escolas e delegados. Segundo seu adversário político Sebastião Carreta, o grupo do coronel não era corrupto, mas não visava melhorar as condições de vida no município de Fundão e era coercivo contra quem Ferreira quisesse.
Após a vitória de Carreta nas eleições de 1972, o poder de influência do coronel Ferreira decaiu. Faleceu em 1983, quando já estava com a saúde debilitada.